# Кауру
Ка́уру (ест. Kauru küla) — село в Естонії, у волості Паюзі повіту Йиґевамаа.

## Населення
Чисельність населення на 31 грудня 2011 року становила 16 осіб.

## Географія
Дістатися села можна автошляхом 165 (Тапіку — Кирккюла) у бік Тапіку.